# Ревка
Ревка — река в России, протекает по Бежаницкому району Псковской области. Длина реки — 29 км, площадь водосборного бассейна — 146 км².
Начинается в болотах у деревни Городок. Течёт в общем западном направлении через Боровичи, Стенино, Паново, Малое Грабово, Веснино, Брус, Грабово, Малую Горку, Выдрино, Большую Горку, Булыгино, Крутошки, Жилино, Боровичи, Клюкино, Смородовку, Буяни, Грибаново, Заболотье, Сумароково. Устье реки находится в 19 км по левому берегу реки Уды у деревни Малый Городец. Ширина реки в низовьях — 20 м, глубина — 2 м.

## Данные водного реестра
По данным государственного водного реестра России относится к Балтийскому бассейновому округу, водохозяйственный участок реки — Великая. Относится к речному бассейну реки Нарва (российская часть бассейна).
Код объекта в государственном водном реестре — 01030000112102000028113.